# Alveolaire echinococcose
Alveolaire echinococcose is een zich uitbreidende, maar nog steeds zeldzame parasitaire aandoening of wormziekte. De ziekte wordt veroorzaakt door een bepaald larvestadium van de vossenlintworm Echinococcus multilocularis. Indien de ziekte niet wordt behandeld, is ze meestal dodelijk. De mens wordt onbedoeld slachtoffer als tussengastheer in de levenscyclus van deze worm. Meestal fungeren knaagdieren zoals muizen als tussengastheer.
Er zijn ook ander typen die veroorzaakt worden door verwante soorten lintwormen die bij honden en katten voorkomen.

## Verspreiding en preventie
In 2005 gold de ziekte als zeldzaam en was er in de afgelopen jaren slechts één geval bekend van een patiënt afkomstig uit Zwitserland. Daar doen zich jaarlijks ongeveer tien ziektegevallen voor. Het kan jaren duren voor dat zich ziekteverschijnselen openbaren na het (per ongeluk) consumeren van de lintwormeitjes. Bovendien zijn de verschijnselen dan weinig specifiek, zoals buikpijn, kortademigheid of geelzucht. Daardoor kan het lang duren voor de patiënt effectief wordt behandeld.
Als voorzorgmaatregelen worden aanbevolen:
- Voorzichtig te zijn met het plukken van planten en paddenstoelen en deze altijd goed te wassen en liefst te koken
- Honden die door de natuur lopen regelmatig te ontwormen
- Dode vossen niet aanraken of alleen met handschoenen
- Geen vossendrollen aanraken
- Na werkzaamheden in de grond in natuurgebieden de handen grondig wassen.

## Bron
Voedsel en warenautoriteit. De vossenlintworm. Informatieblad, 1 maart 2005. pdf